# Bošnjane (Paraćin)
Pour les articles homonymes, voir Bošnjane.
Bošnjane (en serbe cyrillique : Бошњане) est un village de Serbie situé dans la municipalité de Paraćin, district de Pomoravlje. Au recensement de 2011, il comptait 916 habitants.

## Démographie

### Évolution historique de la population
| 1948  | 1953  | 1961  | 1971  | 1981  | 1991  | 2002  | 2011 |
| ----- | ----- | ----- | ----- | ----- | ----- | ----- | ---- |
| 1 135 | 1 225 | 1 302 | 1 244 | 1 205 | 1 185 | 1 012 | 916  |

|  |